# Haakse slijper

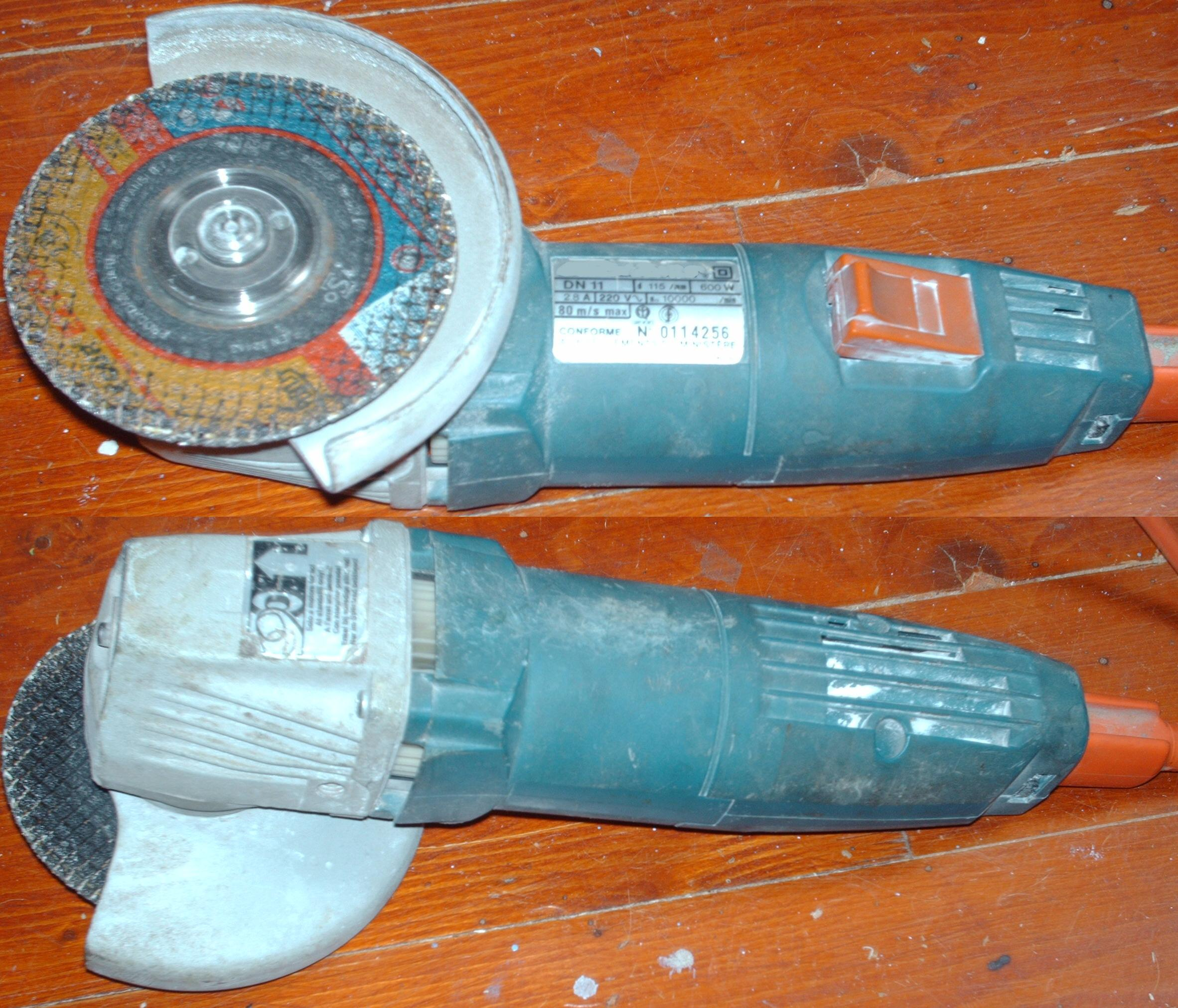
De voor- en achterkant van een haakse slijper met composietschijf voor het zagen van metaal

Een haakse slijper, slijptol of flex is een stuk gereedschap om metaal, steen of hout te bewerken.
Een haakse slijper kan aangedreven worden door benzine, elektriciteit of pneumatiek. In tegenstelling tot de elektrische slijpmachine is de slijpschijf haaks ten opzichte van het motorgedeelte aangebracht. Hij wordt vooral gebruikt voor het slijpen en zagen in metaal en steen.
Vaak wordt deze machine gebruikt voor het grovere werk, zoals het doorslijpen van buizen of betonijzer. Het gebruik van de haakse slijper zal dan ook veelal plaatsvinden in de bouw of op grote constructiewerkplaatsen. Ook bij wegwerkzaamheden wordt deze machine vaak gebruikt om stoeptegels of bakstenen door te slijpen. Hiervoor wordt dan een krachtige haakse slijper gebruikt die voorzien is van een benzinemotor en die met water gekoeld dient te worden. Een dergelijke haakse slijper behoort ook tot de standaarduitrusting van de brandweer. Hiermee kunnen ze bijvoorbeeld betonnen muren, metalen deuren en sloten doorslijpen om bij de brand te komen.
Europese en Amerikaanse slijpers hebben verschillende afmetingen wat betreft montagegat en aandrijfasdiameter voor de schijven. In de VS is de standaardmaat voor schijven tot 125 mm 5/8", terwijl dat in Europa 7/8" is.

## Schijven
Een haakse slijper maakt gebruik van verwisselbare slijpschijven die met een hoog toerental tegen het te slijpen oppervlak schuren en daarmee voor het eigenlijke slijpwerk zorgen. Zo zijn er:
- doorslijpschijven voor staal
- slijpschijven voor steenachtig materiaal
- afbraamschijven om bramen en dergelijke van staal weg te slijpen
- widia- of wolfraam-freesschijven voor het bewerken van hout en speksteen.

Steeds vaker wordt gebruikgemaakt van schijven die voorzien zijn van industriële diamantkorrels, die gaan langer mee en zijn geschikt voor de hardste materiaalsoorten.

## Ander gebruik
Er zijn komstaalborstels om roest en vuil weg te halen, lamellenschuurschijven om oppervlakken glad af te werken en ook cirkelzagen voor de slijper leverbaar.
Er bestaan ook slijptollen die aangedreven worden door perslucht. Deze worden veel gebruikt in garages.

## Afbeeldingen

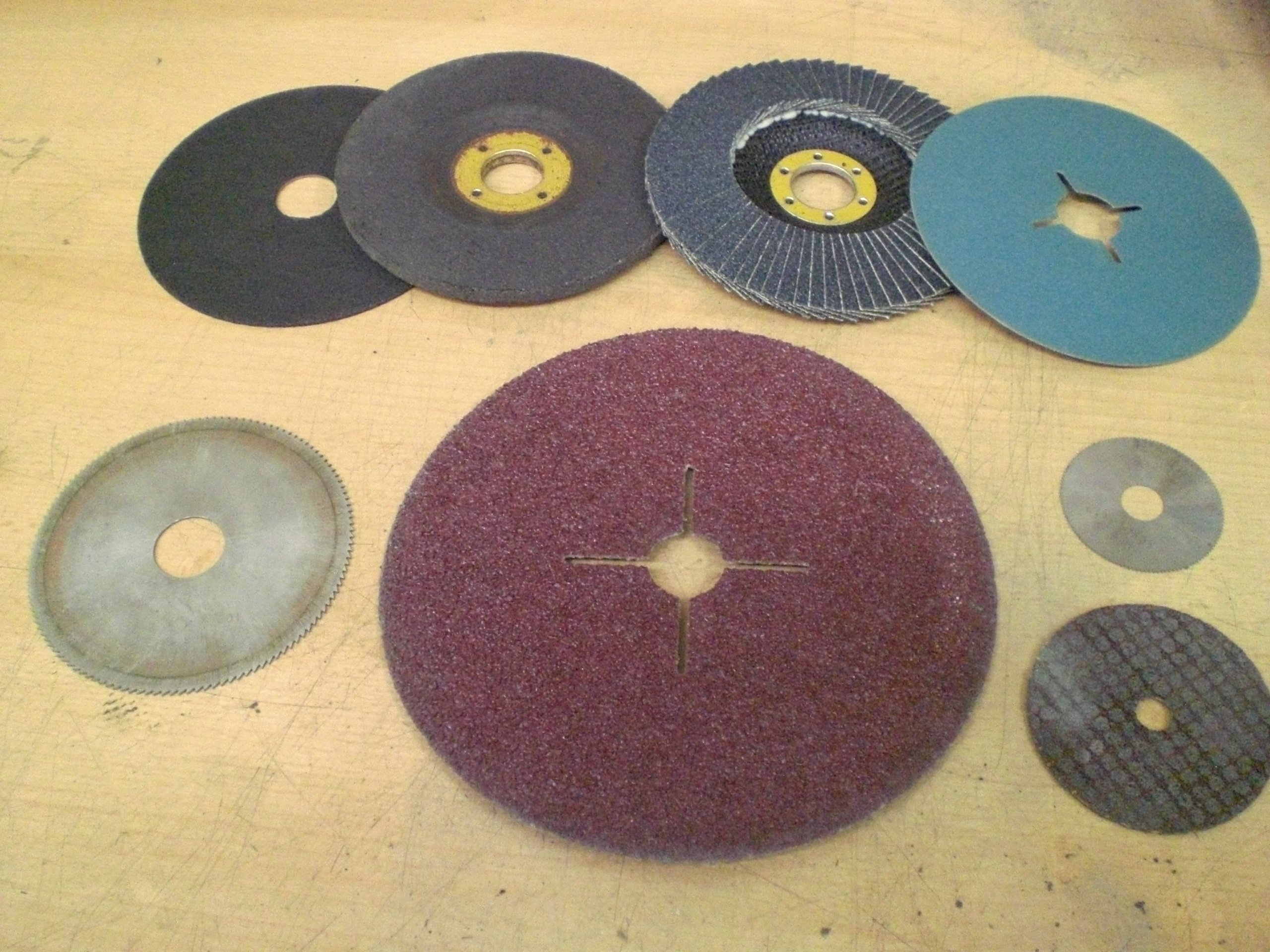
Schijven voor op de haakse slijper
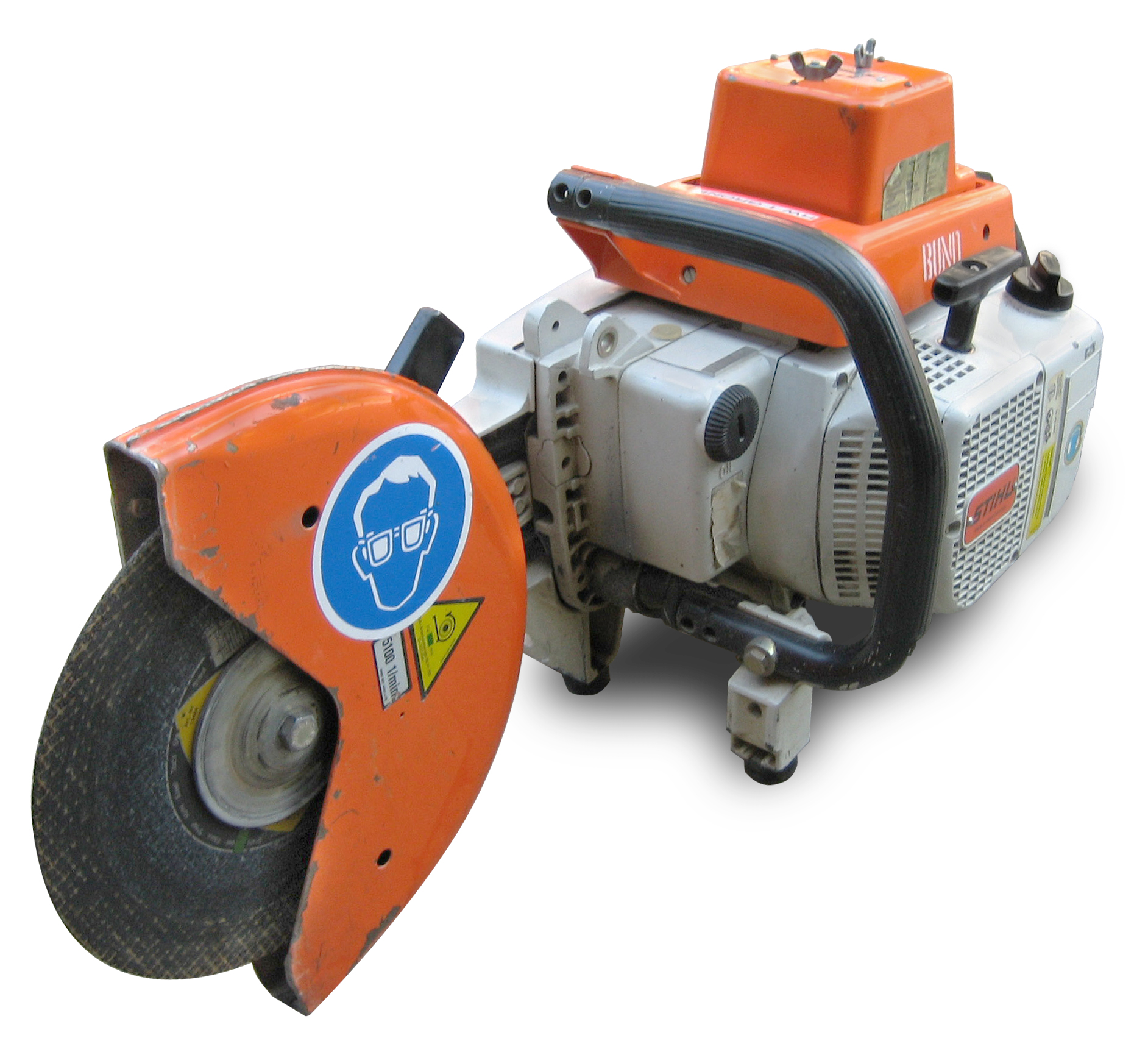
Benzine aangedreven haakse slijper / betonzaag